# Marcus Smart
Marcus Osmond Smart (* 6. März 1994 in Flower Mound, Texas) ist ein US-amerikanischer Basketballspieler, der seit Sommer 2025 bei den Los Angeles Lakers in der NBA unter Vertrag steht. Er ist 1,93 Meter groß und läuft als Shooting Guard oder Point Guard auf. Er wurde in der Saison 2021/22 als bester Verteidiger der NBA ausgezeichnet.

## NCAA
Smart spielte zwei Jahre für die Oklahoma State University. Bereits in seinem ersten Jahr sorgte er bei den Cowboys für Furore, erzielte im Durchschnitt 15,4 Punkte je Begegnung, wurde als Spieler des Jahres der Big-12-Conference ausgezeichnet und galt als Anwärter für den ersten Platz beim NBA-Draft 2013. Jedoch kehrte er für eine weitere Saison an die Hochschule zurück. Nach seinem Sophomore-Spieljahr, in dem er seinen Punktemittelwert auf 18 steigerte, gab er seinen Wechsel in die NBA bekannt.

## NBA
Beim NBA-Draft 2014 wurde er an sechster Stelle von den Boston Celtics ausgewählt. In seinem Rookiejahr erzielte Smart in 67 Saisonspielen im Durchschnitt 7,8 Punkte, 3,3 Rebounds und 3,1 Assists sowie 1,5 Steals. In 38 Spielen gehörte er der Anfangsaufstellung an Er erreichte mit den Celtics die erste Playoffrunde, in der man gegen die Cleveland Cavaliers ausschied. Am Ende der Saison wurde er in das NBA All-Rookie Second Team berufen.
Smart war in der Saison 2021/22 der Gewinner des NBA Defensive Player of the Year Awards. Er war der erste Guard seit Gary Payton im Jahr 1996, der diese Auszeichnung erhielt. Er führte auch die Wahl in die Defensiv-Auswahl an, der er zum dritten Mal angehörte nach 2019 und 2020.
Im Juni 2023 wechselte Smart im Zuge eines Tauschgeschäfts zu den Memphis Grizzlies. Der Handel bezog auch die Washington Wizards ein und betraf weitere Spieler wie Kristaps Porzingis, Danilo Gallinari und Mike Muscala. Im Februar 2025 gab Memphis Smart an die Washington Wizards ab.
Im Sommer 2025 einigte sich Smart mit den Wizards auf eine Auflösung des bestehenden Vertrags und unterzeichnete im Anschluss einen neuen Vertrag über zwei Jahre bei den Los Angeles Lakers. 

## Karriere-Statistiken

### NBA

#### Hauptrunde
| Saison  | Team    | GP  | GS  | MPG  | FG % | 3P % | FT % | RPG | APG | SPG | BPG | PPG  |
| ------- | ------- | --- | --- | ---- | ---- | ---- | ---- | --- | --- | --- | --- | ---- |
| 2014–15 | Boston  | 67  | 38  | 27.0 | .367 | .335 | .646 | 3.3 | 3.1 | 1.5 | 0.3 | 7.8  |
| 2015–16 | Boston  | 61  | 10  | 27.3 | .348 | .253 | .777 | 4.2 | 3.0 | 1.5 | 0.3 | 9.1  |
| 2016–17 | Boston  | 79  | 24  | 30.4 | .359 | .283 | .812 | 3.9 | 4.6 | 1.6 | 0.4 | 10.6 |
| 2017–18 | Boston  | 54  | 11  | 29.9 | .367 | .301 | .729 | 3.5 | 4.8 | 1.3 | 0.4 | 10.2 |
| 2018–19 | Boston  | 80  | 60  | 27.5 | .422 | .364 | .806 | 2.9 | 4.0 | 1.8 | 0.4 | 8.9  |
| 2019–20 | Boston  | 60  | 40  | 32.0 | .375 | .347 | .836 | 3.8 | 4.9 | 1.7 | 0.5 | 12.9 |
| 2020–21 | Boston  | 48  | 45  | 32.9 | .398 | .330 | .790 | 3.5 | 5.7 | 1.5 | 0.5 | 13.1 |
| 2021–22 | Boston  | 71  | 71  | 32.3 | .418 | .331 | .793 | 3.8 | 5.9 | 1.7 | 0.3 | 12.1 |
| 2022–23 | Boston  | 61  | 61  | 32.1 | .415 | .336 | .746 | 3.1 | 6.3 | 1.5 | 0.4 | 11.5 |
| 2023–24 | Memphis | 20  | 20  | 30.3 | .430 | .313 | .768 | 2.7 | 4.3 | 2.1 | 0.3 | 14.5 |
| Gesamt  | Gesamt  | 601 | 380 | 30.0 | .388 | .323 | .776 | 3.5 | 4.6 | 1.6 | 0.4 | 10.7 |

#### Play-offs
| Saison  | Team   | GP  | GS | MPG  | FG % | 3P % | FT % | RPG | APG | SPG | BPG | PPG  |
| ------- | ------ | --- | -- | ---- | ---- | ---- | ---- | --- | --- | --- | --- | ---- |
| 2014–15 | Boston | 4   | 3  | 22.5 | .483 | .231 | .533 | 2.8 | 1.3 | 0.3 | 0.3 | 9.8  |
| 2015–16 | Boston | 6   | 1  | 32.2 | .367 | .344 | .810 | 4.5 | 3.0 | 1.7 | 0.8 | 12.0 |
| 2016–17 | Boston | 18  | 3  | 29.9 | .351 | .397 | .640 | 4.7 | 4.7 | 1.5 | 0.9 | 8.6  |
| 2017–18 | Boston | 15  | 4  | 29.9 | .336 | .221 | .735 | 3.7 | 5.3 | 1.7 | 0.7 | 9.8  |
| 2018–19 | Boston | 2   | 0  | 16.0 | .091 | .091 | .667 | 2.0 | 2.0 | 1.5 | 0.0 | 3.5  |
| 2019–20 | Boston | 17  | 16 | 38.1 | .394 | .333 | .875 | 5.2 | 4.6 | 1.2 | 0.5 | 14.5 |
| 2020–21 | Boston | 5   | 5  | 36.6 | .439 | .372 | .714 | 4.4 | 6.0 | 1.0 | 0.2 | 17.8 |
| 2021–22 | Boston | 21  | 21 | 36.2 | .405 | .350 | .806 | 4.5 | 5.9 | 1.2 | 0.2 | 15.4 |
| 2022–23 | Boston | 20  | 20 | 34.0 | .453 | .361 | .800 | 4.0 | 5.1 | 1.3 | 0.3 | 14.9 |
| Gesamt  | Gesamt | 108 | 73 | 33.1 | .396 | .334 | .762 | 4.3 | 4.9 | 1.3 | 0.5 | 12.8 |